# Avenc de Son Pou

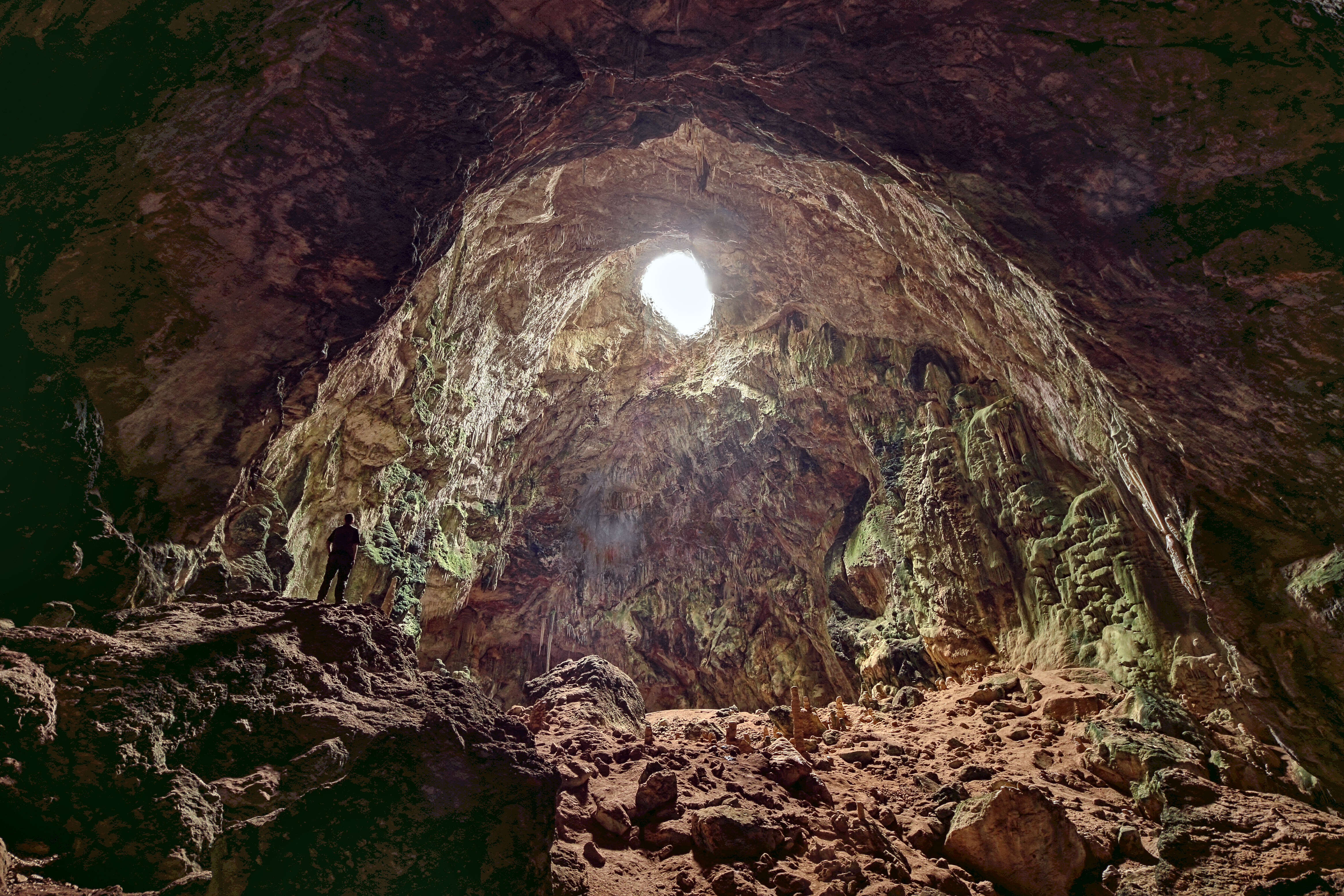
Avenc de Son Pou

S'Avenc de Son Pou és una cavitat natural situada a la possessió de Son Pou, a la vall de Coanegra (Santa Maria del Camí), a l'illa de Mallorca. Tant Miquel Costa i Llobera, com Joan Rosselló de Son Forteza, Josep Maria Llompart, Miquel Dolç i Dolç i molts d'altres escriptors li han dedicat poemes i escrits.

## Situació
Està situada dins la possessió de Son Pou en el terme municipal de Santa Maria del Camí. La cova és a un coster situat a uns 150 metres sobre el nivell del torrent del Freu, prop del Comellar des Bous i de la possessió des Rafal, ja a Alaró.

## Origen i descripció
Es va formar a partir d'una esquerda produïda per un moviment de distensió a la muntanya, sobre el qual es produïren mecanismes de dissolució calcària, amb un esbucament posterior de la volta que originà el forat zenital. En entrar dins la cova hom es troba a la sala gran, coneguda com "sa cambra gran", de seixanta metres d'alçària per setanta-cinc de llargària. A dalt s'hi destria el forat zenital de 10 metres de diàmetre. A la dreta ens quedarà el degotís (estalactita) més gros, "sa palmera". A la dreta, pujant per una costa de pedres on hi ha una escala, s'hi troben les dues galeries superiors, la més llarga d'uns trenta metres. A l'esquerra, baixant entre les roques i la pols de la colomassa, arribam a la sala inferior, "sa cambra fosca", on hi accedim per un estret i baix passadís.

## La coneixença de les coves de Son Pou
Coneguda des de l'antiguitat –i possiblement a l'origen del nom de tota la vall (Cova Negra = Coanegra)-, sols era accessible pel forat de la seva part central, amb 45 metres de vertical, baixant amb diversos sistemes de cordes i politges.
Va ser anomenada sAvenc d'en Botó i sAvenc des Coloms. Aquests ocells hi niaven a centenars sense perill de ser molestats. La minva progressiva de la població de coloms no es va donar fins a finals del segle xix, en part deguda a una gran caçada organitzada per Antoni Vich, amo de Son Oliver.

### Els primers descensos documentats
Sembla que la primera baixada documentada va ser la de l'agost de l'any 1824, quan hi baixaren un grup de binissalemers que hi havia anat a fer una caçada. Feren el descens amb "la gàbia de l'obra" de l'església de Binissalem i amb un ternal. Joan Josep Amengual i Reus, que hi participà, escrigué una codolada titulada "Caçada a sa cova de Coanegra", publicada el 1850 en el recull "Poesias mallorquinas".
El 1856 es produí la baixada del rector Rafel Caldentey i Perelló, amb la suposada intenció de cercar marbres o pedres bones per a decorar la capella fonda de l'església parroquial de Santa Maria del Camí. El mestre d'obres santamarier Antoni Mates va ser l'encarregat d'instal·lar el bastiment i els ternals. Marià Conrado i Asprer de Neuburg, que participà en aquesta baixada, li dedicà un petit opuscle publicat a Madrid el 1865.

### La construcció del túnel d'accés

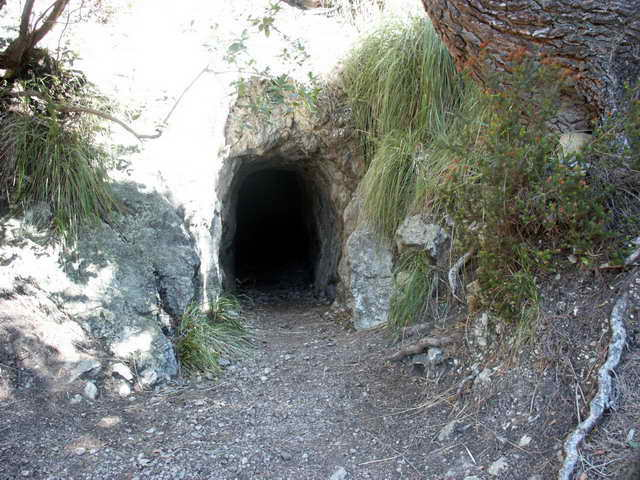
Túnel d'accés a l'Avenc de Son Pou

El 1892, un cop comprat Son Pou per Pere Boyeras i Ferrer, es va dur a terme un nou descens. Primer es va davallar amb una escala de cordes i es tragueren de la cova uns 40 sacs de colomassa. Boyeras estava interessat a conèixer el valor fertilitzant dels depòsits d'excrements de colom dipositats en el trespol de la cova al llarg dels segles. El descens va ser dirigit pel mestre d'obres Rafel Mercadal "Sineu", amb una gàbia i politges. Estant dins la gàbia mestre Rafel Mercadal, les cordes es travaren i la gàbia va restar immòbil, havent-hi de romandre tota la nit, fins que l'endemà va ser possible moure-la. En aquesta baixada hi davallà Pere d'Alcàntara Peña i Nicolau que en va fer l'aixecament topogràfic necessari per a construir el túnel.
Les obres de construcció del túnel les dugueren a terme els germans Miquel, Mateu i Ramon Roig Noguera de Can Galiana de Consell, que havien fet feina a les mines de carbó d'Alaró. Les obres s'acabaren el 10 o l'11 de desembre de 1893. El túnel té més de 50 metres de recorregut, 1,70 d'alçària i 1 d'amplària.
Un cop construït el túnel, Boyeras va fer arreglar el camí, abans inexistent. Quan va ser propietari de Son Pou Ferran Alzamora i Gomà (1868-1947), empresari i president del Foment del Turisme de Mallorca (1919-1925), va pensar a construir-hi una carretera, però el projecte no s'executà.
Per la seva immensitat i per la seva bellesa constitueix una cova sense comparació a cap altra de Mallorca.

### S'Avenc i la literatura
L'apertura del túnel canvià per complet la relació de l'avenc amb els visitants. El juny de 1900 es produí una excursió organitzada per Joan Rosselló de Son Fortesa, amb Miquel Costa i Llobera i Antoni Maria Alcover i Sureda. Rosselló escrigué la narració titulada "Coanegra", publicada el 1903, on realitza la primera aproximació llegendària a les coves. Costa i Llobera escrigué el seu poema "L'avenc de la Cova Negra". El 1904 visità la cova Maria Antònia Salvà i Ripoll. El 1916 el visitant fou l'escriptor espanyol Miguel de Unamuno. Entre l'any 1971 i 1973 se celebraren unes festes literàries organitzades per Josep Capó i Juan, amb el suport del propietari de Son Pou, Maties Ensenyat. El 1971 Josep Capó publicà la narració "L'Avenc de Son Pou".
També pintors, com l'uruguaià-mallorquí Pedro Blanes Viale varen prendre l'avenc com a tema d'obres seves.

### La coneixença científica de les coves de Son Pou
L'any 1856, en la baixada del rector Caldentey, s'explorà tota la cova, es prengueren mides i ja s'intentà veure si era viable la construcció d'una entrada. Pere d'Alcàntara Peña, el 1892, en va fer un aixecament topogràfic. El 1915 Josep Maria Co i de Triola des de les pàgines de "La Il·lustració Catalana" donava a conèixer les coves de Son Pou. El 1919 l'estudiaren el geòleg català M. Faura i Sans amb Josep Coromines. El 1952 es va dur a terme l'estudi espeleològic de Josep Maria Tomàs i Joaquim Montoriol.